# Якамара пурпурова
Якамара пурпурова (Galbula chalcothorax) — вид дятлоподібних птахів родини якамарових (Galbulidae).

## Поширення
Птах поширений у західній частині басейну Амазонки. Трапляється на заході Бразилії, на півдні Колумбії, на сході Перу та Еквадору. Його природним середовищем проживання є тропічні та субтропічні вологі низовинні ліси.

## Опис
Тіло завдовжки 23,5 см. Оперення темно-синього, фіолетового або коричневого кольорів. Голова темно-синя. Горло біле у самців і бліо-кремове у самиць. Хвіст довгий і вузький. Дзьоб довгий, до 5 см завдовжки, прямий, гострий, чорного кольору.

## Спосіб життя
Живиться комахами.